# Алпеева, Тамара Михайловна
Тамара Михайловна Алпеева (бел. Тамара Міхайлаўна Алпеева, в девичестве Тамара Михайловна Ламеко (бел. Тамара Міхайлаўна Ламека); род. 23 июня 1949, Лепель, Витебская область, БССР) — белорусский философ, культуролог. Доктор философских наук (1993), профессор (1996). Академик Международной кадровой академии.

## Биография
В 1972 году окончила БГУ. В том же году устроилась в Институт философии и права АН БССР. В 1976 году перешла преподавать в БГУИР. С 2002 года проректор, с августа 2004 года ректор Международного гуманитарно-экономического института(МГЭИ).
Научные интересы: социальная философия и культурология, социальная мифология и религиоведение, теория и методология образования и воспитания.

## Санкции ЕС
22 марта 2011 года была внесена в «Чёрный список ЕС» как ректор МГЭИ, ответственный за отчисление студентов. В частности, санкции были введены за отчисление Владимира Кумца, активиста кампании «Говори правду».

## Избранные книги
- Социальный миф как культурно-исторический феномен / Т. М. Алпеева. — 2‑е изд., доп. — Минск : Рекламэкспорт, 1994. — 254 с. — ISBN 5-8467-0016-9.
- Введение в культурологию : учеб. пособие / Т. М. Алпеева ; Гуманитар.-экон. ин-т. — Минск : ВЕДЫ, 1997. — 88 с. — ISBN 985-6390-06-0.
- Религия. Человек. Общество : учеб.-метод. комплекс / Т. М. Алпеева ; Гуманитар.-экон. негос. ин-т. — 2-е изд. — Минск : ВЕДЫ, 1999. — 134 с. — ISBN 985-450-021-7.
- Философия культуры : монография / Т. М. Алпеева ; Междунар. гуманитар. экон. ин-т. — Мн. : Веды, 2004. — 451 с. — ISBN 985-450-227-9.
- Жизнь. Любовь. Отечество : к 60-летию со дня рождения А. Н. Алпеева[бел.] / Т. М. Алпеева, В. Г. Ференц, Л. Н. Сечко. — Минск : Веды, 2006. — 270 с. — ISBN 985-450-245-7.
- Спасибо за боль и за радость, или Испытание жизнью / Т. М. Алпеева. — Минск : Четыре четверти, 2009. — 317 с. — ISBN 978-985-6856-56-6.